# Picconia derisa
Picconia derisa là một loài ruồi trong họ Tachinidae.